# Maria Paola Bizzarri
Maria Paola Bizzarri (1937) es una botánica, pteridóloga, y profesora italiana, que realiza investigaciones en el "Jardín Botánico de Roma".

## Algunas publicaciones
- maria paola Bizzarri. 1988. Cento anni di pteridologia in Italia. Ed. Società Botanica Italiana, 32 pp.

- -------------------------. 1982. A New Species of Selaginella from Zaire. Pubblicazione 57 (Erbario Tropicale di Firenze) Reimpreso de Erbario Tropicale di Firenze, 207 pp.

- -------------------------. 1975. Adumbratio Florae Aethiopicae: Selaginellaceae. Vol. 27 de Herbario Tropicale di Firenze, 49 pp.

- -------------------------. 1963. Ricerche geobotaniche su "Osmunda regalis" in Liguria. Pubblicazioni 61 Istituto botanico 'Hanbury" Univ. di Genova. Reimpreso de Istituto botanico "Hanbury" Univ. di Genova, 39 pp.
- La abreviatura «Bizzarri» se emplea para indicar a Maria Paola Bizzarri como autoridad en la descripción y clasificación científica de los vegetales.[2]